# LEB G 3/3 2 und 5
1888 und 1890 stellte die Lausanne–Échallens–Bercher-Bahn (LEB) zwei baugleiche meterspurige Tenderlokomotiven der Bauart G 3/3 mit den Betriebsnummern 2 und 5 in Dienst. Eine der beiden Lokomotiven, die Nr. 5 Bercher, ist bei der Museumsbahn Blonay–Chamby (BC) erhalten geblieben.
Die beiden durch die Elsässische Maschinenbau-Gesellschaft (EMBG) in Grafenstaden erbauten Dampflokomotiven haben ein Dienstgewicht von 20,4 t, sind 6,83 m lang und sind 25 km/h schnell. Sie sind in der Lage auf einer Steigung von 30 ‰ eine Anhängelast von 40 bis 45 t zu ziehen.

## Geschichte
Im Rahmen der Bahnstreckeneröffnung von Échallens nach Bercher und der Eröffnung der Milchpulverfabrik der Firma Nestlé in Bercher, wurde der Fahrzeugpark der bisher ausschliesslich aus kleinen zweiachsigen G 2/2 Tenderlokomotiven bestand, durch die 1888 gelieferte dreiachsige G 3/3 2 Échallens ergänzt. Sie ersetzte dabei die G 2/2 mit der gleichen Nummer.
Kurze Zeit später wurde eine zweite baugleiche Lokomotive, die G 3/3 5 Bercher bestellt und 1890 in Betrieb gesetzt. Die beiden neuen dreiachsigen Tenderlokomotiven trugen nun die Hauptlast des Verkehrs bis in den Jahren 1903 und 1905 die beiden baugleichen Tenderlokomotiven G 3/3 6 Gros-de-Vaud und 7 Talent durch die Schweizerische Lokomotiv- und Maschinenfabrik (SLM) in Winterthur abgeliefert wurden.

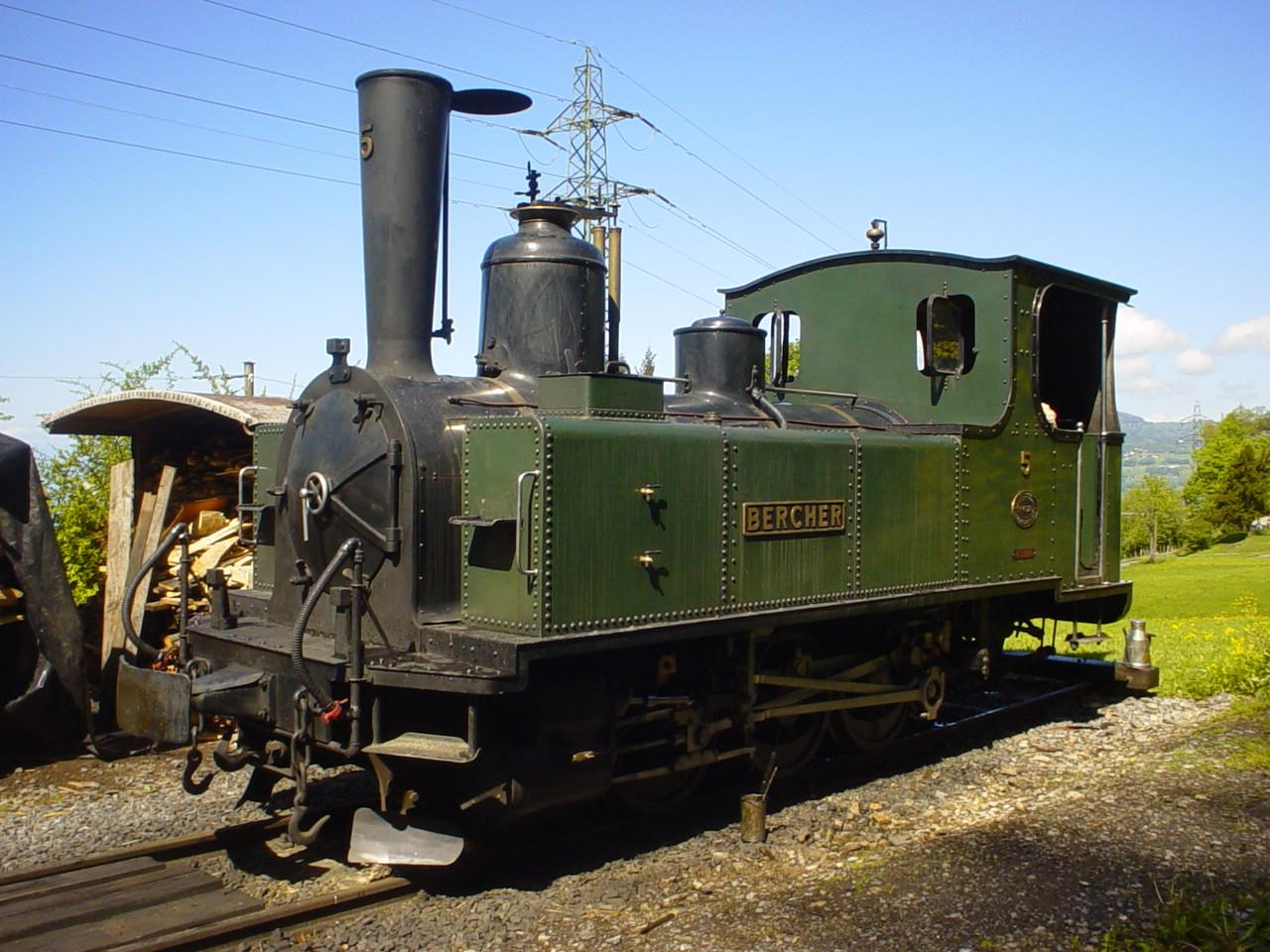
LEB G 3/3 Bercher in Chamby-Musée (Chaulin) 2003

1920 und 1921 konnten von der  Yverdon–Sainte-Croix-Bahn (YSteC) die 1893 ebenfalls durch die Elsässische Maschinenbau-Gesellschaft Grafenstaden erbauten Mallet-Lokomotiven G 2x2/2 1 bis 3 gebraucht übernommen werden. Diese wesentlich leistungsfähigeren Lokomotiven führten zur Ausserbetriebsetzung der beiden Lokomotiven. Die G 3/3 2 wurde noch 1920 remisiert und, da sich kein Käufer fand, 1929 abgebrochen.
Für die G 3/3 5 begann 1934 ein illustrer Lebensweg mit dem Verkauf an die Firma Energie de l’Ouest Suisse (EOS) einem Schweizerischen Stromerzeuger als Werklokomotive. Die Firma Energie de l’Ouest Suisse setzte ab 1934 die ehemalige Lokomotive Nr. 5 für Bauarbeiten im Zusammenhang mit dem Bau der Dixence-Staumauer ein und nahm die Lokomotive bereits 1935 wieder ausser Betrieb.
1941 erfolgte der Verkauf der Nr. 5 an das Bauunternehmen Hilti der späteren Hilti & Jehle im österreichischen Vorarlberg. 1967 erfolgte die Schenkung und Aufstellung, wie viele andere Dampflokomotiven zu dieser Zeit, auf einem Kinderspielplatz in der Stadt Feldkirch.

## Einsatzgebiete
Nach der Ablieferung in den Jahren 1888 und 1890 führten die beiden Dampflokomotiven Personen- und Güterzüge zwischen Lausanne-Chauderon, Échallens und Bercher.

## Farbgebung
Mit Stand 2015 ist die Dampflokomotive schwarz angestrichen. Das Führerhaus und die Wasserkasten tragen das für frühe schweizerische Lokomotive typische grün, im Falle der G 3/3 5 Bercher ein dunkles grün.

## Verbleib
Ende der 1960er-Jahre als Ausstellungsobjekt auf einem Kinderspielplatz weckte die Lokomotive die Aufmerksamkeit einiger Mitarbeiter der Museumsbahn Blonay–Chamby (BC), denen es gelang 1973 diese Lokomotive im Tausch gegen eine andere Lok zu erwerben.
Nach einer Aufarbeitung war die Lokomotive 1985 bis 2005 in Betrieb. Dann musste sie abgestellt werden. Seit 2013 wird nun die Lokomotive ein zweites Mal durch die Museumseisenbahner aufgearbeitet. Seit dem Frühling 2015 ist die zweitälteste Schmalspur-Dampflokomotive der Schweiz, die älteste ist die G 3/4 1 Rhätia der Rhätischen Bahn (RhB), nach dem Abschluss der Revisionsarbeiten wieder in Betrieb.